# 渥美博夫
渥美 博夫（あつみ ひろお、1948年4月18日 - ）は、日本の弁護士。日本およびアメリカ合衆国のニューヨーク州弁護士の資格を持つ。渥美坂井法律事務所・外国法共同事業パートナー、代表弁護士。

## 人物
渥美坂井法律事務所・外国法共同事業の創業者。改正外弁法の施行に合わせ、2005年4月に、国内系の法律事務所として初めて、外国系法律事務所との合弁ではない形での外国法共同事業を開始した。日本における証券化の先駆者の一人でもある。
銀行法務、証券化、ストラクチャード・ファイナンス、国際金融、会社法務など国内外の法律事務を得意とする渉外弁護士。娘は弁護士の渥美陽子。

## 略歴
- 1974年: 東京大学法学部卒業。
- 1977年: 司法修習修了（29期）。弁護士登録（第二東京弁護士会）[1]。田中・高橋法律事務所入所[2]。
- 1981年: ニューヨーク大学比較法学修士（M.C.J）課程修了[1]。
- 1982年: ニューヨーク州弁護士登録[2]。
- 1983年: 田中・高橋法律事務所パートナー[6]。
- 1990年: ブレークモア法律事務所入所[2]。
- 1994年: ブレークモア法律事務所から独立し、千代田区麹町にて[3]渥美・臼井法律事務所を設立[2]。
- 2003年: 千代田区内幸町へ移転。渥美総合法律事務所に事務所名を改称[3]。
- 2005年4月: 外国法共同事業を開始。渥美総合法律事務所・外国法共同事業に事務所名を改称[3]。
- 2010年11月: 渥美坂井法律事務所・外国法共同事業に事務所名を改称。
- 2019年6月: Asian Legal Business (ALB) Japan Law Awards 2019 において、Managing Partner of the Yearを受賞。